# Федорович, Яцек
Яцек Ян Федорович (пол. Jacek Jan Fedorowicz; род. 18 июля 1937) — польский актёр кино, телевидения, радио и кабаре, сатирик и киносценарист.

## Биография
Яцек Федорович родился в Гдыне; обучался живописи в Высшей школе изящных искусств в Гданьске, которую окончил в 1960 году. В качестве актёра дебютировал в 1954 году на сцене студенческого кабаре в Гданьске. Много работал на радио и телевидении. С 1966 по 1977 год как актёр озвучил многие польские мультипликационные и документальные фильмы.

## Избранная фильмография

### Актёр
- 1960 — До свидания, до завтра / Do widzenia, do jutra — Юрек
- 1963 — Кодовое название «Нектар» / Kryptonim Nektar — журналист
- 1965 — Вальковер / Walkower — Рыбковский
- 1965 — Всегда в воскресенье / Zawsze w niedzielę — обозреватель на радио
- 1966 — Лекарство от любви / Lekarstwo na miłość — член банды
- 1966 — Брак по расчёту / Małżeństwo z rozsądku — «режиссёр ТВ»
- 1966 — Ад и небо / Piekło i niebo — «сценарист»
- 1966 — Давай любить сиренки / Kochajmy syrenki — Александр
- 1967 — Стена ведьм / Ściana czarownic — Юрек
- 1966 — Домашняя война / Wojna domowa — гид экскурсии (только в 10-й серии)
- 1969 — Охота на мух / Polowanie na muchy — «режиссёр ТВ»
- 1971 — Миллион за Лауру / Milion za Laurę — гид в итальянском музее
- 1971 — Кудесник за рулем / Motodrama — Яцек
- 1974 — Нет розы без огня / Nie ma róży bez ognia — Янек Филикевич
- 1983 — Альтернативы 4 / Alternatywy 4 — диспетчер в электростанции (только в 5-й серии)
- 1983 — Внутреннее состояние / Stan wewnętrzny — камео

### Сценарист
- 1966 — Давай любить сиренки / Kochajmy syrenki
- 1972 — Разыскиваемый, разыскиваемая / Poszukiwany, poszukiwana
- 1974 — Нет розы без огня / Nie ma róży bez ognia

## Признание
- Награда «Комитета в дела радио и телевидение» (дважды: 1968, 1976).
- Командорский крест Ордена Возрождения Польши (2007).
- Золотая медаль «За заслуги в культуре Gloria Artis» (2009).